# Vixorit
Als Vixorit oder Knallzucker wird in der Pyrotechnik die kolophoniumartige Substanz, die aus der Reaktion von feinem Rohrzucker-Pulver mit Schwefelsäure und Salpetersäure entsteht, bezeichnet. Sie schmeckt bitter und ist leicht brennbar und explosiv. Vixorit ist gut in Ethanol und Diethylether löslich, nicht aber in Wasser.
Im 19. Jahrhundert wurde es daher als wasserabweisende Schutzschicht für Schießpulver vorgeschlagen. Dabei wurde das Vixorit in Ethanol aufgelöst, das Schießpulver in die Lösung gegeben und nach dem Herausnehmen bei ca. 50 °C getrocknet. Da Vixorit nicht wasserlöslich ist und deswegen ähnlich dem griechischen Feuer nicht gelöscht werden kann, wurde es außerdem als Zünder für Bomben verwendet.
Bereits Anfang des 20. Jahrhunderts ließ sich keine praktische Einsatzmöglichkeit mehr finden.